# Кярла (волость)
Кярла (ест. Kärla vald) — колишня волость Естонії у складі повіту Сааремаа. 12 грудня 2014 року була об’єднана з волостями Каарма та Люманда, утворивши нову волость Ляене-Сааре.

## Положення
Площа волості — 217,87 км², чисельність населення на 1 січня 2012 року становила 1691 осіб.
Адміністративний центр волості — селище Кярла. До складу волості входять ще 22 села. У волості розташоване озеро Каруярв.